# Australische Zyklonsaison 2019–2020
Die Australische Zyklonsaison 2019–2020 war eine ziemlich unterdurchschnittlich aktive Zyklonsaison in den Gewässern zwischen 90° und 160° östlicher Länge, die Australien umgeben. Die Saison begann zwar offiziell am 1. November 2019 und  endete am 30. April 2020, doch können sich tropische Wirbelstürme in diesem Gebiet jederzeit bilden, sodass zu dieser Saison alle Systeme zählen, die sich zwischen dem 1. Juli 2019 und dem 30. Juni 2020 bilden. Mit der Entstehung des ersten Systems am 4. Januar ist diese Saison diejenige mit dem zweitspätestens Start sein Beginn zuverlässiger Beobachtungen nach der Saison 1986–87. Mit insgesamt sieben Zyklonen ist diese Zyklonsaison die am wenigsten aktive seit 2016–17. Drei dieser System haben sich zu schweren tropischen Zyklonen intensiviert, und drei Zyklone haben mindestens in der Stärke eines Zyklons das Festland erreicht. Die Gesamtzahl der Todesopfer durch die Auswirkungen aller Stürme beträgt 28; sie berücksichtigt auch indirekte Todesopfer. Zyklon Damien war der stärkste tropische Zyklon, der seit Cyclone Christine Ende 2013 die Region Pilbara in Western Australia traf.
Während der Saison werden tropische Zyklone offiziell überwacht durch das australische Bureau of Meteorology (BOM), die indonesische Meteorology, Climatology, and Geophysical Agency (BMKG) und den Papua New Guinea National Weather Service (PNGNWS). Das Joint Typhoon Warning Center (JTWC) der Vereinigten Staaten gibt Warnungen heraus, die sich an amerikanische Einrichtungen und Schiffe in der Region richten.

## Saisonvorhersagen
| Rekord                                              | Rekord                              | tropische Zyklons | schwere tropische Zyklons | Beleg               |
| --------------------------------------------------- | ----------------------------------- | ----------------- | ------------------------- | ------------------- |
| hoch:                                               | hoch:                               | 21                | 12                        |                     |
| niedrig:                                            | niedrig:                            | 3                 | 0                         |                     |
| Durchschnitt (1969–70 bis 2018–19):                 | Durchschnitt (1969–70 bis 2018–19): | 9–13              | —                         | [ 1 ]               |
| NIWA Oktober (135° O—120° W)                        | NIWA Oktober (135° O—120° W)        | 9–12              | 4                         | [ 2 ]               |
| Region                                              | Schnitt                             | Chance für mehr   | Chance für weniger        | Tatsächl. Aktivität |
| Gesamtregion (90° O bis 160° O)                     | 11                                  | 35 %              | 65 %                      | 7                   |
| Westliche Region (90° O bis 125° O)                 | 7                                   | 43 %              | 57 %                      | 4                   |
| Nordwestl. Sub-Region (105° O bis 130° O)           | 5                                   | 39 %              | 61 %                      | 4                   |
| Nördliche Region (125° O bis 142,5° O)              | 3                                   | 36 %              | 64 %                      | 2                   |
| östliche Region (142,5° O bis 160° O)               | 4                                   | 43 %              | 57 %                      | 2                   |
| Westlicher Südpazifik (142,5° O bis 165° O)         | 4                                   | 54 %              | 46 %                      | 0                   |
| Östlicher Südpazifik (165° O bis 120° W)            | 7                                   | 41 %              | 59 %                      | 0                   |
| Quelle: BOM's Season Outlooks for Tropical Cyclones |                                     |                   |                           |                     |

Vor dem offiziellen Beginn der Zyklonsaison am 1. November haben das BoM, der Fiji Meteorological Service, Neuseelands MetService und das National Institute of Water and Atmospheric Research (NIWA) sowie mehrere weitere nationale Wetterdienste im Pazifischen zusammengearbeitet, um im Laufe es Oktober 2019 eine gemeinsame Prognose über den Saisonverlauf für die Inseln im Südpazifik zu veröffentlichen. Diese Vorhersage prognostizierte für die Zyklonsaison 2019–20 eine fast durchschnittliche Zahl tropischer Wirbelstürme. Demnach sollten sich neun bis zwölf tropische Wirbelstürme zwischen 135° östlicher und 120° westlicher Länge entwickeln, im Vergleich zum Durchschnittswert knapp über 10. Bei mindestens vier davon wurde eine Intensivierung zu einem schweren tropischen Wirbelsturm erwartet, in einem Fall bis in die Kategorie 5 der australischen Wirbelsturmskala.

## Saisonüberblick
Die Saison hatte einen ungewöhnlich späten Start, weil sich das erste System der Saison, Zyklon Blake, erst Anfang Januar 2020 gebildet hat. Blake traf schließlich im Nordwesten Australiens auf das Festland und zerfiel kurz darauf. Zu diesem Zeitpunkt bildete sich an anderer Stelle Zyklon Claudia, der zwei Wochen existierte und die Kategorie 3 der australischen Wirbelsturmskala erreichte, bevor er sich westlich Australiens auflöste. In der letzten Januardekade entstand ein tropisches Tief, das sich allerdings nach einer Woche auflöste, ohne Sturmstärke erreicht zu haben. Ende des Monats und Anfang Februar entstanden drei weitere tropische Tiefs, von denen sich eines ohne Entwicklung auflöste. Ein zweites bewegte sich in die australische Region hinein und wieder hinaus und wurde schließlich vom Fiji Meteorological Service als 06F klassifiziert. Das dritte Tief intensivierte sich zu Zyklon Damien. Ende Februar entwickelten sich noch zwei weitere tropische Tiefs zu den Zyklons Esther und Ferdinand. Esther verstärkte sich nicht wesentlich, doch Ferdinand erreichte die Kategorie 3 der australischen Skala, was äquivalent ist zur Kategorie 2 der Saffir-Simpson-Hurrikanskala.

## Sturmnamen

### Bureau of Meteorology
Das australische Bureau of Meteorology überwacht alle tropischen Zyklone in der Region und vergibt Namen für die Systeme, die sich außerhalb der unten genannten Verantwortungsbereich der Warnzentren Jakarta und Port Moresby bilden. Die folgenden Namen wurden für benannte Stürme benutzt:
Blake, Claudia, Damien, Esther, Ferdinand, Gretel, Harold

### TCWC Jakarta
Das Tropical Cyclone Warning Centre in Jakarta überwacht die Bildung tropischer Zyklone zwischen dem Äquator und 11° südlicher Breite zwischen 90° und 145° östlicher Länge. Es wurde kein Sturm benannt.

### TCWC Port Moresby
Tropische Zyklone, die sich zwischen dem Äquator und 11° südlicher Breite zwischen 151 und 160° östlicher Länge bilden, erhalten ihren Namen vom Tropical Cyclone Warning Centre in Port Moresby in Papua New Guinea. Die Bildung benannter Stürme in diesem Seegebiet ist selten; seit 2007 hat sich hier kein Zyklon mehr gebildet.

### Andere Namen
Wenn ein benannter tropischer Wirbelsturm die australische Region aus dem Südpazifik (östlich von 160° östlicher Länge) erreicht, behält er den Namen, der im durch den Fiji Meteorological Service (FMS) oder den neuseeländischen MetService zugewiesen wurde. Gleiches gilt, wenn ein tropischer Wirbelsturm aus dem südwestlichen Indischen Ozean (westlich von 90° östlicher Länge) herüberzieht; er behält dann den Namen, den ihm die Wetterdienste in Mauritius oder Madagascar im Namen von Météo-France gegeben haben. In der Zyklonsaison 2019–20 betraf dies die folgenden Namen:
- Uesi (benannt durch FMS)
- Irondro (benannt durch Météo-France)
- Jeruto (benannt durch Météo-France)

## Belege
1. 1 2  Australian Tropical Cyclone Outlook for 2019 to 2020. Australian Bureau of Meteorology, 11. Oktober 2019, abgerufen am 15. Mai 2020 (englisch).
2. 1 2  Southwest Pacific Tropical Cyclone Outlook – October 2019. National Institute of Water and Atmospheric Research, 11. Oktober 2019, abgerufen am 11. Oktober 2019 (englisch).
3. ↑  South Pacific Tropical Cyclone Outlook for 2019 to 2020. Australian Bureau of Meteorology, 11. Oktober 2019, abgerufen am 15. Mai 2020 (englisch).